# Monumento a Martin Luther King, Jr.
El Monumento Conmemorativo Nacional de Martin Luther King, Jr. (del inglés: Martin Luther King, Jr. National Memorial) se levanta en la ciudad de Washington, D. C. y homenajea al Dr. Martin Luther King, Jr., líder afroestadounidense que luchó por los derechos civiles en su país. 
Su emplazamiento es en la zona conocida como National Mall, cerca del Monumento a Lincoln, donde King pronunció su recordado discurso "I have a dream" el 28 de agosto de 1963. El monumento se inauguró en agosto de 2011.